# Gran Premio de Catar de Motociclismo de 2025
El Gran Premio de Catar de 2025 (oficialmente Qatar Airways Grand Prix of Qatar), fue la cuarta prueba del Campeonato del Mundo de Motociclismo de 2025. Tuvo lugar en el fin de semana del 11 al 13 de abril de 2025 en el Circuito Internacional de Losail, situado en la ciudad de Doha, Catar.
La carrera al sprint de MotoGP fue ganada por Marc Márquez, seguido de Álex Márquez y Franco Morbidelli.
La carrera de MotoGP fue ganada por Marc Márquez, seguido de Francesco Bagnaia y Franco Morbidelli. Arón Canet fue el ganador de la prueba de Moto2, por delante de Deniz Öncü y Manuel González. La carrera de Moto3 fue ganada por Ángel Piqueras, Taiyo Furusato fue segundo y Ryusei Yamanaka tercero.

## Resultados

### Resultados MotoGP

#### Carrera al sprint
| Pos.    | N.º | Piloto                | Equipo                            | Constructor | Vueltas | Tiempo              | Parrilla | Puntos |
| ------- | --- | --------------------- | --------------------------------- | ----------- | ------- | ------------------- | -------- | ------ |
| 1       | 93  | Marc Márquez          | Ducati Lenovo Team                | Ducati      | 11      | 20:38.304           | 1        | 12     |
| 2       | 73  | Álex Márquez          | BK8 Gresini Racing MotoGP         | Ducati      | 11      | +1.577              | 2        | 9      |
| 3       | 21  | Franco Morbidelli     | Pertamina VR46 Racing Team        | Ducati      | 11      | +3.988              | 4        | 7      |
| 4       | 54  | Fermín Aldeguer       | BK8 Gresini Racing MotoGP         | Ducati      | 11      | +4.369              | 8        | 6      |
| 5       | 20  | Fabio Quartararo      | Monster Energy Yamaha MotoGP      | Yamaha      | 11      | +4.593              | 3        | 5      |
| 6       | 49  | Fabio Di Giannantonio | Pertamina Enduro VR46 Racing Team | Ducati      | 11      | +5.099              | 5        | 4      |
| 7       | 79  | Ai Ogura              | Trackhouse Racing MotoGP          | Aprilia     | 11      | +10.199             | 10       | 3      |
| 8       | 63  | Francesco Bagnaia     | Ducati Lenovo Team                | Ducati      | 11      | +10.334             | 11       | 2      |
| 9       | 72  | Marco Bezzecchi       | Aprilia Racing                    | Aprilia     | 11      | +11.300             | 13       | 1      |
| 10      | 12  | Maverick Viñales      | Red Bull KTM Tech3                | KTM         | 11      | +12.554             | 6        |        |
| 11      | 37  | Pedro Acosta          | Red Bull KTM Factory Racing       | KTM         | 11      | +13.676             | 12       |        |
| 12      | 42  | Álex Rins             | Monster Energy Yamaha MotoGP      | Yamaha      | 11      | +14.273             | 9        |        |
| 13      | 23  | Enea Bastianini       | Red Bull KTM Tech3                | KTM         | 11      | +14.408             | 20       |        |
| 14      | 33  | Brad Binder           | Red Bull KTM Factory Racing       | KTM         | 11      | +15.459             | 18       |        |
| 15      | 10  | Luca Marini           | Honda HRC Castrol                 | Honda       | 11      | +15.587             | 15       |        |
| 16      | 1   | Jorge Martín          | Aprilia Racing                    | Aprilia     | 11      | +15.775             | 14       |        |
| 17      | 25  | Raúl Fernández        | Trackhouse Racing MotoGP          | Aprilia     | 11      | +16.317             | 17       |        |
| 18      | 7   | Augusto Fernández     | Prima Pramac Yamaha               | Yamaha      | 11      | +17.922             | 19       |        |
| 19      | 43  | Jack Miller           | Prima Pramac Yamaha               | Yamaha      | 11      | +20.274             | 16       |        |
| 20      | 35  | Somkiat Chantra       | LCR Honda Idemitsu                | Honda       | 11      | +31.106             | 21       |        |
| Ret     | 5   | Johann Zarco          | LCR Honda Castrol                 | Honda       | 8       | Retirado            | 7        |        |
| DNS     | 36  | Joan Mir              | Honda HRC Castrol                 | Honda       | 0       | Retirado del Sprint |          |        |
| 1.      |     |                       |                                   |             |         |                     |          |        |
| Fuente: |     |                       |                                   |             |         |                     |          |        |

#### Carrera
| Pos.    | N.º | Piloto                | Equipo                            | Constructor | Vueltas | Tiempo    | Parrilla | Puntos |
| ------- | --- | --------------------- | --------------------------------- | ----------- | ------- | --------- | -------- | ------ |
| 1       | 93  | Marc Márquez          | Ducati Lenovo Team                | Ducati      | 22      | 41:29.186 | 1        | 25     |
| 2       | 63  | Francesco Bagnaia     | Ducati Lenovo Team                | Ducati      | 22      | +4.535    | 11       | 20     |
| 3       | 21  | Franco Morbidelli     | Pertamina VR46 Racing Team        | Ducati      | 22      | +6.495    | 4        | 16     |
| 4       | 5   | Johann Zarco          | LCR Honda Castrol                 | Honda       | 22      | +6.668    | 7        | 13     |
| 5       | 54  | Fermín Aldeguer       | BK8 Gresini Racing MotoGP         | Ducati      | 22      | +7.484    | 8        | 11     |
| 6       | 73  | Álex Márquez          | BK8 Gresini Racing MotoGP         | Ducati      | 22      | +9.764    | 2        | 10     |
| 7       | 20  | Fabio Quartararo      | Monster Energy Yamaha MotoGP      | Yamaha      | 22      | +12.895   | 3        | 9      |
| 8       | 37  | Pedro Acosta          | Red Bull KTM Factory Racing       | KTM         | 22      | +14.219   | 12       | 8      |
| 9       | 72  | Marco Bezzecchi       | Aprilia Racing                    | Aprilia     | 22      | +14.368   | 13       | 7      |
| 10      | 10  | Luca Marini           | Honda HRC Castrol                 | Honda       | 22      | +15.137   | 15       | 6      |
| 11      | 23  | Enea Bastianini       | Red Bull KTM Tech3                | KTM         | 22      | +17.459   | 20       | 5      |
| 12      | 42  | Álex Rins             | Monster Energy Yamaha MotoGP      | Yamaha      | 22      | +17.563   | 9        | 4      |
| 13      | 33  | Brad Binder           | Red Bull KTM Factory Racing       | KTM         | 22      | +17.632   | 18       | 3      |
| 14      | 12  | Maverick Viñales      | Red Bull KTM Tech3                | KTM         | 22      | +17.800   | 6        | 2      |
| 15      | 79  | Ai Ogura              | Trackhouse Racing MotoGP          | Aprilia     | 22      | +18.758   | 10       | 1      |
| 16      | 49  | Fabio Di Giannantonio | Pertamina Enduro VR46 Racing Team | Ducati      | 22      | +26.340   | 5        |        |
| 17      | 25  | Raúl Fernández        | Trackhouse Racing MotoGP          | Aprilia     | 22      | +26.925   | 17       |        |
| 18      | 35  | Somkiat Chantra       | LCR Honda Idemitsu                | Honda       | 22      | +26.925   | 22       |        |
| Ret     | 1   | Jorge Martín          | Aprilia Racing                    | Aprilia     | 13      | Caída     | 14       |        |
| Ret     | 7   | Augusto Fernández     | Prima Pramac Yamaha               | Yamaha      | 13      | Caída     | 19       |        |
| Ret     | 36  | Joan Mir              | Honda HRC Castrol                 | Honda       | 12      | Retirado  | 21       |        |
| Ret     | 43  | Jack Miller           | Prima Pramac Yamaha               | Yamaha      | 9       | Caída     | 16       |        |
| 1.      |     |                       |                                   |             |         |           |          |        |
| Fuente: |     |                       |                                   |             |         |           |          |        |

### Resultados Moto2
| Pos.    | N.º | Piloto                  | Constructor | Vueltas | Tiempo             | Parrilla | Puntos |
| ------- | --- | ----------------------- | ----------- | ------- | ------------------ | -------- | ------ |
| 1       | 44  | Arón Canet              | Kalex       | 18      | 35:30.185          | 3        | 25     |
| 2       | 53  | Deniz Öncü              | Kalex       | 18      | +1.103             | 7        | 20     |
| 3       | 18  | Manuel González         | Kalex       | 18      | +1.286             | 1        | 16     |
| 4       | 27  | Daniel Holgado          | Kalex       | 18      | +4.021             | 5        | 13     |
| 5       | 10  | Diogo Moreira           | Kalex       | 18      | +5.892             | 12       | 11     |
| 6       | 7   | Barry Baltus            | Kalex       | 18      | +6.158             | 9        | 10     |
| 7       | 13  | Celestino Vietti        | Boscoscuro  | 18      | +9.821             | 14       | 9      |
| 8       | 24  | Marcos Ramírez          | Kalex       | 18      | +9.991             | 10       | 8      |
| 9       | 75  | Albert Arenas           | Kalex       | 18      | +10.839            | 4        | 7      |
| 10      | 12  | Filip Salač             | Boscoscuro  | 18      | +10.879            | 8        | 6      |
| 11      | 80  | David Alonso            | Kalex       | 18      | +11.523            | 11       | 5      |
| 12      | 84  | Zonta van den Goorbergh | Kalex       | 18      | +11.925            | 6        | 4      |
| 13      | 95  | Collin Veijer           | Kalex       | 18      | +13.048            | 20       | 3      |
| 14      | 81  | Senna Agius             | Kalex       | 18      | +13.963            | 13       | 2      |
| 15      | 16  | Joe Roberts             | Kalex       | 18      | +17.642            | 23       | 1      |
| 16      | 21  | Alonso López            | Boscoscuro  | 18      | +18.368            | 18       |        |
| 17      | 99  | Adrián Huertas          | Kalex       | 18      | +18.919            | 16       |        |
| 18      | 4   | Iván Ortolá             | Boscoscuro  | 18      | +20.138            | 25       |        |
| 19      | 3   | Sergio García           | Boscoscuro  | 18      | +20.473            | 27       |        |
| 20      | 14  | Tony Arbolino           | Boscoscuro  | 18      | +20.430            | 22       |        |
| 21      | 11  | Álex Escrig             | Forward     | 18      | +22.679            | 19       |        |
| 22      | 28  | Izan Guevara            | Boscoscuro  | 18      | +24.549            | 26       |        |
| 23      | 64  | Mario Aji               | Kalex       | 18      | +25.409            | 17       |        |
| 24      | 92  | Yuki Kunii              | Kalex       | 18      | +29.608            | 28       |        |
| 25      | 9   | Jorge Navarro           | Forward     | 16      | +2 vueltas         | 21       |        |
| Ret     | 96  | Jake Dixon              | Boscoscuro  | 11      | Caída              | 2        |        |
| Ret     | 15  | Darryn Binder           | Kalex       | 4       | Problemas técnicos | 15       |        |
| Ret     | 71  | Ayumu Sasaki            | Kalex       | 2       | Caída              | 24       |        |
| Fuente: |     |                         |             |         |                    |          |        |

### Resultados Moto3
| Pos.    | N.º | Piloto             | Constructor | Vueltas | Tiempo              | Parrilla | Puntos |
| ------- | --- | ------------------ | ----------- | ------- | ------------------- | -------- | ------ |
| 1       | 36  | Ángel Piqueras     | KTM         | 16      | 33:17.268           | 5        | 25     |
| 2       | 72  | Taiyo Furusato     | Honda       | 16      | +0.009              | 12       | 20     |
| 3       | 6   | Ryusei Yamanaka    | KTM         | 16      | +0.042              | 1        | 16     |
| 4       | 66  | Joel Kelso         | KTM         | 16      | +0.097              | 2        | 13     |
| 5       | 54  | Riccardo Rossi     | Honda       | 16      | +7.295              | 4        | 11     |
| 6       | 64  | David Muñoz        | KTM         | 16      | +10.309             | 11       | 10     |
| 7       | 58  | Luca Lunetta       | Honda       | 16      | +10.474             | 17       | 9      |
| 8       | 82  | Stefano Nepa       | Honda       | 16      | +10.561             | 15       | 8      |
| 9       | 10  | Nicola Carraro     | Honda       | 16      | +12.115             | 10       | 7      |
| 10      | 94  | Guido Pini         | KTM         | 16      | +12.121             | 9        | 6      |
| 11      | 83  | Álvaro Carpe       | KTM         | 16      | +12.165             | 6        | 5      |
| 12      | 19  | Scott Ogden        | KTM         | 16      | +12.251             | 14       | 4      |
| 13      | 21  | Ruché Moodley      | KTM         | 16      | +12.444             | 20       | 3      |
| 14      | 12  | Jacob Roulstone    | KTM         | 16      | +12.847             | 22       | 2      |
| 15      | 73  | Valentín Perrone   | KTM         | 16      | +20.102             | 19       | 1      |
| 16      | 22  | David Almansa      | Honda       | 16      | +24.334             | 8        |        |
| 17      | 55  | Noah Dettwiler     | KTM         | 16      | +29.130             | 24       |        |
| 18      | 8   | Eddie O’Shea       | Honda       | 16      | +29.158             | 23       |        |
| 19      | 5   | Tatchakorn Buasri  | Honda       | 16      | +29.352             | 18       |        |
| Ret     | 99  | José Antonio Rueda | KTM         | 15      | Problemas técnicos  | 3        |        |
| Ret     | 78  | Joel Esteban       | KTM         | 12      | Caída               | 21       |        |
| Ret     | 31  | Adrián Fernández   | Honda       | 9       | Retirado            | 7        |        |
| Ret     | 14  | Cormac Buchanan    | KTM         | 8       | Caída               | 16       |        |
| Ret     | 71  | Dennis Foggia      | KTM         | 3       | Caída               | 13       |        |
| WD      | 11  | Adrián Cruces      | Honda       | 0       | Retirado del evento |          |        |
| 1.      |     |                    |             |         |                     |          |        |
| Fuente: |     |                    |             |         |                     |          |        |